# Liste italienisch-portugiesischer Städte- und Gemeindepartnerschaften
Diese Liste italienisch-portugiesischer Städte- und Gemeindepartnerschaften führt die Städte- und Gemeindefreundschaften zwischen den Ländern Italien und Portugal auf.
Seit 1989 bestehen 17 Partnerschaften zwischen italienischen und portugiesische Kommunen oder werden angestrebt (Stand 2013).

## Liste der Städtepartnerschaften und -freundschaften
| Italienischer Ort     | Portugiesischer Ort    | Seit | Anmerkung                                           |
| --------------------- | ---------------------- | ---- | --------------------------------------------------- |
| Alvito                | Alvito                 | 2001 | 1998 initiiert                                      |
| Bellagio              | Sesimbra               | 1989 | im Rahmen der Douzelage                             |
| Bucine                | Samuel                 | 1989 | im Rahmen der European Charter – Villages of Europe |
| Chiaravalle           | Tabuaço                | 1999 |                                                     |
| Chiaravalle           | Tarouca                |      | in Anbahnung                                        |
| Forio                 | Câmara de Lobos        | 2008 |                                                     |
| Forlì                 | Aveiro                 | 1990 | Kooperationsabkommen                                |
| Gallicano             | Bragança               | 1997 |                                                     |
| Loreto                | Fátima                 | 1996 | im Rahmen der Shrines of Europe                     |
| Madone                | Vila Nova da Barquinha | 2008 |                                                     |
| Montemarciano         | Tarouca                |      | in Anbahnung                                        |
| Morcone               | Penela                 | 2004 |                                                     |
| Padua                 | Coimbra                | 1998 |                                                     |
| Pontedera             | Montemor-o-Novo        | 1993 |                                                     |
| Roccagorga            | Moura                  |      | Kooperationsabkommen                                |
| Santa Croce sull’Arno | Alcanena               | 1993 |                                                     |
| Spello                | Murça                  | 2012 |                                                     |